# Rodrigo Valente
Rodrigo Ribeiro Valente (Santa Maria da Feira, 15 febbraio 2001) è un calciatore portoghese, centrocampista del Felgueiras 1932.

## Carriera

### Club
Prodotto delle giovanili del Porto, gioca per due stagioni e mezzo con la squadra riserve in seconda divisione, prima di essere ceduto all'Estoril Praia nell'estate del 2021. Il 24 ottobre successivo ha esordito con i Canarinhos, in occasione dell'incontro di campionato vinto per 0-2 contro la Portimonense.

### Nazionale
Ha giocato varie partite con le nazionali giovanili portoghesi comprese tra l'Under-15 e l'Under-19; con la maglia dell'Under-17 ha anche partecipato ai campionati europei di categoria disputati nel 2018.

## Statistiche

### Presenze e reti nei club
Statistiche aggiornate al 5 febbraio 2022.
| Stagione        | Squadra         | Campionato      | Campionato | Campionato | Coppe nazionali | Coppe nazionali | Coppe nazionali | Coppe continentali | Coppe continentali | Coppe continentali | Altre coppe | Altre coppe | Altre coppe | Totale | Totale |
| Stagione        | Squadra         | Comp            | Pres       | Reti       | Comp            | Pres            | Reti            | Comp               | Pres               | Reti               | Comp        | Pres        | Reti        | Pres   | Reti   |
| --------------- | --------------- | --------------- | ---------- | ---------- | --------------- | --------------- | --------------- | ------------------ | ------------------ | ------------------ | ----------- | ----------- | ----------- | ------ | ------ |
| 2019-2020       | Porto B         | LdH             | 19         | 3          |                 | -               | -               |                    | -                  | -                  |             | -           | -           | 19     | 3      |
| 2020-2021       | Porto B         | LdH             | 34         | 2          |                 | -               | -               |                    | -                  | -                  |             | -           | -           | 34     | 2      |
| lug.-ago. 2021  | Porto B         | LdH             | 4          | 0          |                 | -               | -               |                    | -                  | -                  |             | -           | -           | 4      | 0      |
| ago. 2021-2022  | Estoril Praia   | PL              | 4          | 0          | CP+CdL          | 1+0             | 0               |                    | -                  | -                  |             | -           | -           | 5      | 0      |
| Totale carriera | Totale carriera | Totale carriera | 61         | 5          |                 | 1               | 0               |                    | -                  | -                  |             | -           | -           | 62     | 5      |